# Mi scappa la pipì papà
Mi scappa la pipì papà (La guerra de papá) è un film del 1977 diretto da Antonio Mercero e tratto dal romanzo El príncipe destronado di Miguel Delibes.

## Trama
Dopo la nascita della piccola Cristina, Chicco, un bambino di tre anni e mezzo, fa di tutto pur di attirare l'attenzione dei membri della propria famiglia.

## Adattamento italiano
Il titolo italiano del film, che poco c'entra con il contenuto del film stesso, prende spunto dal fatto che il piccolo Chicco soffre di enuresi.